# 短鰭無齒鯧
短鰭無齒鯧，為輻鰭魚綱鱸形目鯧亞目無齒鯧科的其中一種，分布於印度太平洋區，包括以色列、約旦、日本、印尼、關島、夏威夷群島、吐瓦魯等海域，本魚體細長，眼部周圍脂肪組織發達，體被大鱗，背鰭硬棘11枚;背鰭軟條15枚;臀鰭硬棘2枚;臀鰭軟條15枚，體長可達80公分，棲息在中底層水域。是可食用的魚類，但不常被捕獲，是罕見之魚種。

## 擴展閱讀
維基物種上的相關：短鰭無齒鯧